# Zeruja
Zeruja (Hebreeuws: צרויה) was volgens de Hebreeuwse Bijbel de zuster of halfzuster van koning David.
Zeruja en Abigaïl worden in de Bijbel als zusters van de zonen van Isaï aangeduid (1 Kronieken 2:16), maar van Abigaïl wordt ook gezegd dat ze de dochter van Nachas was (2 Samuel 17:25). Dit kan een (over)schrijffout zijn of Abigaïl was misschien een aangenomen dochter.
Zeruja was de moeder van drie krijgers in Davids keurkorps: Joab, Abisaï en Asaël (2 Samuel 2:18). Van haar man, de vader haar drie zonen, is alleen bekend dat hij in Bethlehem, de thuisstad van Isaï, werd begraven (2 Samuel 2:32).